# Geron nasutus
Geron nasutus är en tvåvingeart som beskrevs av Mario Bezzi 1924. Geron nasutus ingår i släktet Geron och familjen svävflugor. Inga underarter finns listade i Catalogue of Life.